# Matteo Corradini

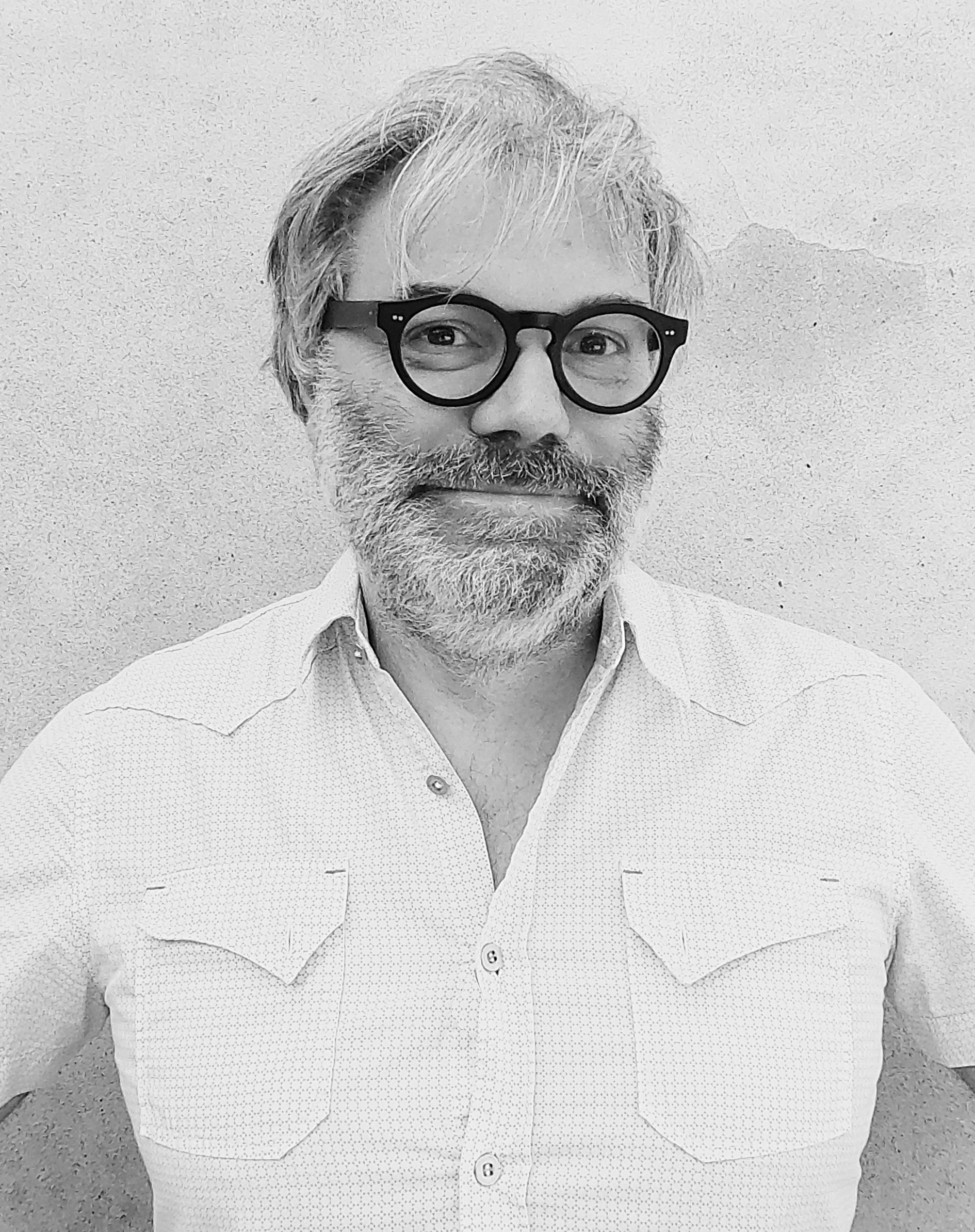
Matteo Corradini nel 2024.

Matteo Corradini (Borgonovo Val Tidone, 15 aprile 1975) è uno scrittore ed ebraista italiano.

## Biografia
In Italia pubblica con Bompiani, Rizzoli, Lapis, Erickson e altri. In Germania con Penguin Random House, in Francia con Gallimard. I suoi libri sono in particolare rivolti ai ragazzi, e sono pubblicati anche in Austria, Svizzera, Spagna, Stati Uniti, Colombia. Collabora per Avvenire e per il suo inserto Popotus, e nel tempo ha espresso le proprie idee attraverso forme diverse, dalla narrativa al laboratorio alla regia teatrale. Suoi progetti teatrali sono stati portati in scena al Teatro La Fenice e al Teatro Goldoni di Venezia, alla Sala Verdi del Conservatorio di Milano, all'Auditorium Parco della Musica di Roma, al Teatro Toselli di Cuneo, al Teatro Foce di Lugano, al Teatro Nazionale di Genova, al Dramma Popolare di San Miniato, alla Sala dei Giganti di Padova, al Teatro Municipale e al Teatro dei Filodrammatici di Piacenza.
Come ebraista si occupa di mistica ebraica e di Shoah. In particolare, i suoi studi sul campo di concentramento di Terezin (Theresienstadt) lo hanno portato a recuperare strumenti musicali e oggetti. Nel 2013 ha fondato il Pavel Zalud Quartet, nel 2015 la Pavel Zalud Orchestra e il Pavel Zalud Trio, formazioni musicali che eseguono partiture composte a Terezin e suonano strumenti originali dell'epoca. Nel 2017 è stato tra i fondatori del Terezin Composers Institute, fondazione internazionale di ricerca e di divulgazione sugli artisti internati nel ghetto di Terezin, con sede a Praga.
Dal 2010 è tra i curatori del festival scrittorincittà di Cuneo. Nel tempo, ha collaborato per incontri e spettacoli con Ben Kingsley, Abraham Yehoshua, Uri Orlev, Pacifico, Ottavia Piccolo, Amanda Sandrelli, Andrea Valente, Giulio Busi, Grazia Nidasio, Michele Serra, Marina Massironi, Michela Murgia.
Il 27 gennaio 2015 ha scritto il discorso ufficiale di Ben Kingsley alla commemorazione del 70º anniversario della liberazione dai lager nazisti, nel Campo di concentramento di Theresienstadt (Repubblica Ceca).
Nel 2017 ha curato la nuova edizione italiana del Diario di Anna Frank. Il 26 ottobre 2017 ne ha letto uno stralcio prima della partita Juventus - Spal, aderendo all'iniziativa della FIGC contro il razzismo e l'antisemitismo.
Nel 2018 ha curato le memorie di Inge Auerbacher, ebrea sopravvissuta al ghetto di Terezin. Nello stesso anno vince il Premio Andersen come "Protagonista della cultura per l'infanzia", e il suo romanzo "Im Ghetto gibt es keine Schmetterlinge" viene scelto dalla Leipziger Jugend-Literatur-Jury come uno dei sei migliori romanzi usciti l'anno precedente in Germania
In occasione del 90º anniversario della nascita di Anna Frank, il 12 giugno 2019 ha organizzato la lettura completa del Diario in Campo di Ghetto Nuovo a Venezia: 90 persone si sono alternate nella lettura, durata 11 ore. L'ultimo turno è stato coperto dall'attrice Ottavia Piccolo.
Nel 2022 ha curato le memorie di Virginia Gattegno, ebrea italiana sopravvissuta al lager di Auschwitz. Nello stesso anno, lo spettacolo principale del Dramma Popolare di San Miniato viene tratto da un suo libro, Irma Kohn è stata qui.
Nel 2023 partecipa alle commemorazioni del 25 aprile al Teatro Toselli di Cuneo, con la presenza del presidente della Repubblica Italiana Sergio Mattarella, del musicista jazz Paolo Fresu, collaborando sul palco con l'attrice Claudia Perossini e con due componenti dei Pinguini Tattici Nucleari, Simone Pagani e Elio Biffi.
Nel 2024 vince per la seconda volta il Premio Andersen nella categoria "Premio speciale della giuria" per il libro "Eravamo il suono", edito da Lapis.
Nel 2025 porta per la seconda volta un suo reading musicale al Teatro la Fenice di Venezia, nella cerimonia cittadina del Giorno della Memoria: "Concerto per conchiglia e orchestra", insieme a Nausicaa Bono (violoncello), Isabella Condini (viola) e Claudia Bianchi (violino). Collabora con Orchestra Olimpia di Pesaro, diretta da Francesca Perrotta, nella realizzazione dello spettacolo "Eravamo il suono" tratto dall'omonimo libro, con Clio Gaudenzi (attrice), Valernia Fornoni (regia), Zeno Piovesan (drammaturgia), Danilo Comitini (musica e orchestrazione), Helen Cerina (costumi), Vincenzo Pedata (regia luci), Serena Sinigaglia (supervisione artistica) e Roberta Pandolfi (direttrice artistica di produzione). Lo spettacolo va per la prima volta in scena al Teatro Rossini di Pesaro.

## Opere
- Matteo Corradini, La spada non mi ha salvata, Pelledoca, Milano, 2025. ISBN 978-88-3279-119-8
- Matteo Corradini, Noi siamo memoria: didattica della memoria: percorsi su ebraismo e Shoah alla scuola secondaria, Erickson, Trento, 2024. ISBN 978-88-5903-957-0
- Matteo Corradini, Eravamo il suono, Lapis, Roma, 2024. ISBN 978-88-7874-965-8
- Marta Ascoli, Auschwitz è di tutti; postfazione di Matteo Corradini con fotografie inedite, Rizzoli BUR, Milano, 2023. ISBN 978-88-17-17920-1
- Matteo Corradini, Tu sei memoria: didattica della memoria: percorsi su ebraismo e Shoah alla scuola primaria, Erickson, Trento, 2022. ISBN 978-88-590-2752-2
- Virginia Gattegno, Per chi splende questo lume; con Matteo Corradini; illustrazioni di Marco Palena; Rizzoli, Milano, 2022. ISBN 978-88-17-16039-1 e 2023 ISBN 978-88-17-17863-1
- Michael Gruenbaum, Il sole splende ancora: un ragazzo a Terezín; con Todd Hasak-Lowy; traduzione italiana e cura di Matteo Corradini, Lapis, Roma, 2022. ISBN 978-88-7874-864-4
- Matteo Corradini, Irma Kohn è stata qui, Rizzoli, Milano, 2021. ISBN 978-88-17-15432-1
- Matteo Corradini, L'étoile au coeur, Gallimard, Paris, 2021. ISBN 978-20-751-4706-4
- Matteo Corradini, Luci nella Shoah: le cose che mi hanno tenuto in vita nel buio, De Agostini, Milano, 2021. ISBN 978-88-511-8437-7
- Matteo Corradini, Veglia su di me; illustrazioni Lucia Scuderi; musiche Orazio Sciortino; voce narrante Amanda Sandrelli, Curci, Milano; Accademia nazionale di Santa Cecilia, Roma, 2020. ISBN 978-88-6395-336-7
- Matteo Corradini, Se la notte ha cuore, Bompiani, Milano, 2020. ISBN 978-88-301-0146-3
- Matteo Corradini, Solo una parola; illustrazioni di Sonia Cucculelli, BUR Rizzoli memoria, Milano, 2020. ISBN 978-88-17-10858-4 e 2021 ISBN 978-88-17-15438-3
- Matteo Corradini, Fu Stella, Vittoria Facchini, Lapis, Roma, 2018. ISBN 978-88-7874-590-2
- Matteo Corradini, Il profumo dell'Eden: odori, spezie, idolatria nella mistica ebraica, Giuntina, Firenze, 2018. ISBN 978-88-8057-745-4
- Inge Auerbacher, Io sono una stella: la vera storia di speranza e sopravvivenza di una bambina della Shoah; edizione a cura di Matteo Corradini, Bompiani, Milano, 2018. ISBN 978-88-452-9677-2
- Matteo Corradini, Im Ghetto gibt es keine Schmetterlinge, CBJ Verlag - Penguin, München, 2017. ISBN 978-3570403556
- Matteo Corradini, La pioggia porterà le violette di maggio, Lapis, Roma, 2017. ISBN 978-88-7874-543-8
- Anna Frank, Diario; a cura di Matteo Corradini; traduzione di Dafna Fiano, Rizzoli BUR ragazzi, Milano, 2017. ISBN 978-88-17-08615-8 e 2020. ISBN 978-88-17-08615-8
- Anna Frank, Diario; a cura di Matteo Corradini; traduzione di Dafna Fiano; illustrazioni di Giovanni Gioz Scarduelli, Rizzoli BUR, Milano, 2023. ISBN 978-88-17-17864-8
- Anna Frank, Diario; a cura di Matteo Corradini; prefazione di Sami Modiano; traduzione di Dafna Fiano, Rizzoli BUR, Milano, 2017. ISBN 978-88-17-08569-4
- Matteo Corradini, Siamo partiti cantando: Etty Hillesum, un treno, dieci canzoni; illustrazioni di Vittoria Facchini, RueBallu, Palermo, 2017. ISBN 978-88-95689-25-8
- Matteo Corradini, Improvviso scherzo notturno: un viaggio nella musica di Fryderyk Chopin; illustrazioni di Pia Valentinis, RueBallu, Palermo, 2015. ISBN 978-88-95689-17-3
- Matteo Corradini, Annalilla, Rizzoli, Milano, 2014. ISBN 978-88-17-07637-1 e BUR Rizzoli ragazzi, 2023. ISBN 978-88-17-18234-8
- Matteo Corradini, La pioggia porterà le violette di maggio: storia di un clarinetto; illustrazioni di Giorgio Bacchin; apparato didattico a cura di Matteo Corradini e Laura Quagliuolo, Einaudi scuola, Torino, 2014. ISBN 978-88-286-1641-2
- Matteo Corradini, La repubblica delle farfalle, Rizzoli BUR, Milano, 2015. ISBN 978-88-17-07876-4, 2018 ISBN 978-88-17-07876-4, 2020 ISBN 978-88-17-07876-4, 2021 ISBN 978-88-17-07876-4
- Matteo Corradini, La repubblica delle farfalle, Rizzoli, Milano, 2013. ISBN 978-88-17-06385-2 e 2014 ISBN 978-88-17-06385-2
- Mirjam Pressler, Io voglio vivere: la vera storia di Anne Frank; con un commento di Matteo Corradini, Sonda, Casale Monferrato, 2013. ISBN 978-88-7106-720-9
- Matteo Corradini, Alfabeto ebraico: storie per imparare a leggere la meraviglia del mondo; illustrazioni di Grazia Nidasio, Salani, Milano, 2012. ISBN 978-88-6256-767-1 e 2017 ISBN 978-88-93812-28-3
- Tullio De Mauro e Dario Ianes (a cura di), Giorni di scuola : pagine di un diario di chi ci crede ancora; con un commento di Matteo Corradini, Erickson, Trento, 2011. 978-88-6137-794-3
- Matteo Corradini, Crear, Narcea, Madrid, 2011. ISBN 978-8427717343
- Matteo Corradini, Creare, Erickson, Trento, 2007. ISBN 978-88-6137-140-8
- Anna Peiretti (a cura di) Le grandi storie; illustrazioni di Silvia Forzani; con un racconto di Matteo Corradini, Editrice AVE, Roma, 2006. ISBN 88-8284-336-X e 2008 ISBN 978-88-8284-336-6
- Brian Doyle, Il ragazzo invisibile; traduzione dall'inglese di Matteo Corradini, San Paolo, Milano, 2003. ISBN 978-88-215-4936-4

## Teatrografia
- Concerto per conchiglia e orchestra - reading musicale dedicato all'orchestra femminile di Auschwitz. Con Claudia Bianchi (violino), Isabella Condini (viola) e Nausicaa Bono (violoncello).
- Libertà, Freiheit, Liberté, Freedom - reading musicale dedicato alla Liberazione dell'Italia dal nazifascismo. Con Claudia Perossini, Elio Biffi (tastiere e fisarmonica) e Simone Pagani (chitarra e contrabbasso).
- Tra il mare e la sabbia - reading musicale dedicato alla vita di Virginia Gattegno, sopravvissuta ad Auschwitz. Con Valentina Ghelfi, Miriam Cappa, Selene Demaria. Musiche di Fandujo.
- The Block / Il muro - monologo teatrale sull'identità, ambientato nello spogliatoio di una squadra femminile di volley. Con Milo Prunotto.
- Fu Stella - reading coreografico dedicato a dieci persone perdute nella Shoah. In alternanza con le ballerine Fiammetta Carli Ballola e Eleonora Caselli
- Favole al telefono - spettacolo teatrale dedicato a Gianni Rodari. Con Marina Massironi, Gek Tessaro. Musiche originali di Paolo Apollo Negri
- Wiegenlied - ninnananna per l'ultima notte a Terezin - reading musicale con strumenti originali del ghetto di Terezín
- Tua Anne - reading musicale dedicato al Diario di Anna Frank. Con Enrico Fink (flauto traverso e voce) e Marcella Carboni (arpa, effettistica)
- La farfalla risorta - reading musicale con strumenti originali del ghetto di Terezín. Con Gabriele Coen (clarinetto e sax), Enrico Fink (flauto traverso e voce), Riccardo Battisti (fisarmonica)
- Tango Viavai - spettacolo teatrale con ballerini e musicisti dal vivo. Sul palco, Andrea Valente e Francesco Mastrandrea. Fondali animati di Emanuela Bussolati
- Tavole al telefono - spettacolo teatrale dedicato a Gianni Rodari. Sul palco, Bruno Gambarotta e Linda Sutti. Fondali animati di Alessandro Sanna

## Riconoscimenti
- Premio Benassi - Ordine dei Giornalisti Emilia-Romagna 2001
- Premio Alberto Manzi (2004)
  - Per il libro Storie a colori[38]
- Finalista Premio Leggimi Forte 2013
- Finalista Premio Castello di Sanguinetto 2013
- Finalista Premio Laura Orvieto 2013
- Premio Primo Romanzo Cuneo 2014
- Finalista Premio Orbil 2015
- Premio Leipziger Jugend-Literatur-Jury 2018
- Premio Andersen (2018)
  - Protagonisti della cultura per l'infanzia[39]
- Premio Andersen (2024)
  - Premio speciale della giuria per "Eravamo il suono" (Lapis)[35]
- Premio La Magna Capitana[40] (2025)